# Javier Solana
Francisco Javier Solana Madariaga (ur. 14 lipca 1942 w Madrycie) – hiszpański polityk, fizyk i nauczyciel akademicki, parlamentarzysta, minister w różnych resortach od 1982 do 1995, w latach 1995–1999 sekretarz generalny NATO, w latach 1999–2009 wysoki przedstawiciel do spraw wspólnej polityki zagranicznej i bezpieczeństwa i sekretarz generalny Rady Unii Europejskiej.

## Życiorys
Krewny Salvadora de Madariaga. Kształcił się w szkole katolickiej El Pilar. W 1965 ukończył fizykę na Uniwersytecie Complutense w Madrycie. W trakcie studiów był czasowo zawieszony z powodów swojego zaangażowania politycznego w studenckie forum dyskusyjne. Otrzymał stypendium Programu Fulbrighta, studiując następnie w Stanach Zjednoczonych, gdzie doktoryzował się w 1968. Pracował na University of Virginia, po czym w 1971 powrócił do Hiszpanii. Został wykładowcą, a w 1975 następnie profesorem na Universidad Autónoma de Madrid. W pracy naukowej specjalizował się w zagadnieniach dotyczących fizyki ciała stałego.
Od 1964 należał do młodzieżówki socjalistycznej JSE, następnie został członkiem Hiszpańskiej Socjalistycznej Partii Robotniczej (PSOE), której działalność zalegalizowano w okresie przemian demokratycznych z połowy lat 70. W 1976 dołączył do komitetu wykonawczego tego ugrupowania jako sekretarz do spraw prasowych i informacji. W 1977 został posłem do konstytuanty. Pięciokrotnie następnie wybierany do Kongresu Deputowanych, w niższej izbie Kortezów Generalnych zasiadał do 1995.
Był członkiem czterech kolejnych gabinetów Felipe Gonzáleza (1982–1995). Od grudnia 1982 do lipca 1988 sprawował urząd ministra kultury, od lipca 1985 jednocześnie pełnił funkcję rzecznika prasowego rządu. Następnie przeszedł na stanowisko ministra edukacji i nauki, które zajmował do czerwca 1992, po czym do grudnia 1995 był ministrem spraw zagranicznych.
Od grudnia 1995 do października 1999 pełnił funkcję sekretarza generalnego NATO. W 1997 w imieniu tej organizacji sygnował porozumienie pomiędzy NATO i Rosją. W okresie jego urzędowania doszło również do operacji Allied Force, a także do przyjęcia w struktury paktu pierwszych krajów z Europy Środkowo-Wschodniej.
W czerwcu 1999 został desygnowany na stanowisko wysokiego przedstawiciela Unii Europejskiej do spraw wspólnej polityki zagranicznej i bezpieczeństwa. Urząd ten objął w październiku tegoż roku, łącząc go z funkcją sekretarza generalnego Rady Unii Europejskiej. Funkcje te pełnił przez dziesięć lat. Był również sekretarzem generalnym Unii Zachodnioeuropejskiej.

## Odznaczenia i wyróżnienia
Odznaczony m.in. Orderem Złotego Runa, Krzyżem Wielkim Orderu Karola III, Krzyżem Wielkim  Orderu Izabeli Katolickiej, a także licznymi orderami zagranicznymi, w tym Krzyżem Wielkim Orderu Zasługi Rzeczypospolitej Polskiej, Orderem św. Michała i św. Jerzego III klasy, Krzyżem Wielkim Orderu Chrystusa, Orderem Wolności, Medalem Departamentu Obrony za Wybitną Służbę Publiczną (1999) oraz Orderem Księcia Jarosława Mądrego III klasy.
W 2007 uhonorowany Nagrodą Karola Wielkiego. W 2005 „Gazeta Wyborcza” wyróżniła Javiera Solanę tytułem „Człowieka Roku”. Laudację na cześć laureata wygłosił Bronisław Geremek. W 2010 otrzymał nagrodę „Rycerz Wolności” przyznawaną przez Fundację im. Kazimierza Pułaskiego.